# Gerard van Reede
Gerard van Reede tot Drakensteyn (Utrecht, ca. 1620 – 14 oktober 1669) was heer van de Vuursche en Drakensteyn. Gerard van Reede stamde uit het adellijk Utrechts geslacht Van Reede. Op 7 januari 1641 werd Van Reede lid van de Admiraliteit van Amsterdam. Op 25 mei 1645 werd hij voorzitter van het leenhof waarbij hij onder meer tot taak had om te waken tegen het verloren gaan van leengoederen.

## Familie
Gerard van Reede was de zoon van Ernst van Reede en Elisabeth van Utenhove. Gerard had diverse broers en zussen, waaronder Mechteld, Agnes en Hendrik Adriaan van Reede tot Drakestein (1636-1691).
In januari 1645 trouwde Gerard in Utrecht met Catharina van Teylingen (gedoopt Alkmaar, 28 juli 1619 – 27 augustus 1653). Na haar overlijden werd een rouwbord in de nieuwe kerk van de Vuursche opgehangen. Catharina was dochter van Floris en van Eleonora Vivien. 
Gerard en Catharina kregen meerdere kinderen. Hun zoon Godard sneuvelde voor Rijsel. 
Na haar overlijden trouwde Gerard op 26 november 1654 met Margaretha van Reede tot Nederhorst (ovl. 1693). Margaretha was de dochter van ambassadeur Godard en van Emerentia Oem van Wijngaarden.
Uit dit huwelijk werd een zoon Frederik Hendrik geboren en twee dochters, Elisabeth Regina en Henrietta Margaretha.

## Kerk
Na het ontvangen van een schenking in de vorm van land en geld was hij betrokken bij de stichting van de Nederlands hervormde kerk en gemeente in de Vuursche die in 1659 werd ingewijd. Van Reede was vervolgens een van de eerste kerkeraadsleden. Bij zijn overlijden liet hij echter een grote boedelschuld na. De kerk van de Vuursche kreeg van hun dochter Henriëtte een zilveren avondmaalsbeker.

## Drakensteyn
Tot aan de 17e eeuw was de Vuursche een kleine nederzetting. Gerard van Reede liet de hofstede Drakesteyn afbreken en liet het huidige kasteel Drakesteyn bouwen. Het volledig symmetrisch achthoekige huis werd opgetrokken in Hollands-classicistische stijl. Het staat op een eilandje en is mogelijk een ontwerp van Jacob van Campen. Tevens liet hij een molen, school, boerderij, pastorie en woningen bouwen. Aan de weg van Lage Vuursche naar De Bilt liet hij een tolhuis bouwen.